# Max Sänger

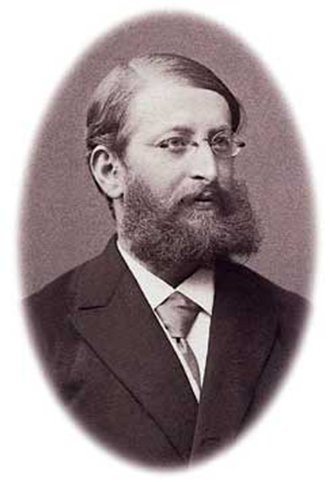
Max Sänger

Max Sänger (auch Saenger geschrieben) (* 14. März 1853 in Bayreuth; † 12. Januar 1903 in Bubentsch/Prag) war ein deutscher Frauenarzt und Geburtshelfer.

## Leben und Wirken
Max Sänger studierte Medizin von 1871 bis 1876 an den Universitäten Würzburg und Leipzig. 1876 wurde er in Leipzig mit einer Dissertation über Die Mechanik der Broncho- und Pneumorrhagieen bei Tubercolosis pulmonum zum Dr. med. promoviert und erhielt seine Approbation. Bis 1878 arbeitete Sänger als Assistent am pathologischen Institut sowie an der medizinischen Poliklinik unter Ernst L. Wagner (1829–1888). Danach war Sänger bis 1881 Assistent an der Universitätsfrauenklinik Leipzig unter Carl Siegmund Franz Credé (1819–1892). Hier habilitierte er sich 1881 mit der Schrift „Der Kaiserschnitt bei Uterusfibromen nebst vergleichender Methodik der Sectio caesarea und Porro-Operation“ für Geburtshilfe und Gynäkologie. Im gleichen Jahr wurde er zum Privatdozenten und 1890 zum außerordentlichen Professor für Geburtshilfe und Gynäkologie an der Medizinischen Fakultät der Universität Leipzig ernannt.
1882 führte Sänger einen zweischichtigen Nahtverschluss der Gebärmutter beim Kaiserschnitt ein, nachdem am 25. September 1881 von Ferdinand Adolf Kehrer in Meckesheim unter Mitarbeit der Hebamme Maria Zeeb (1859–1927) der erste konservative klassische Kaiserschnitt durchgeführt worden war. 
Sänger gründete 1883 eine gynäkologische Poliklinik und eröffnete 1890 eine moderne Frauenheilanstalt, zugleich wurde er zum außerordentlichen Professor befördert. 1894 war er Mitbegründer der Monatsschrift für Geburtshilfe und Gynäkologie, sowie Gründungsmitglied der Deutschen Gesellschaft für Gynäkologie 1895. 
1899 wurde Max Sänger als ordentlicher Professor und Vorstand der geburtshilflich-gynäkologischen Klinik an die Karls-Universität Prag berufen. Er beendete 1902 die Lehrtätigkeit infolge eines Nervenleidens, leitete die Klinik aber bis zu seinem Tode 1903 im Alter von 49 Jahren.

## Schriften (Auswahl)
- Die Mechanik der Broncho- und Pneumorrhagieen bei Tuberculosis pulmonum. Dissertation, Universität Leipzig, 1876.
- Der Kaiserschnitt bei Uterusfibromen nebst vergleichender Methodik der Sectio caesarea und Porro-Operation. Kritiken, Studien und Vorschläge zur Verbesserung des Kaiserschnitts. Habilitationsschrift, Universität Leipzig, 1881.
- Zur Technik der Amputatio uteri myomatosi supravaginalis. (Intraperitoneale Abkapselung, elastische Dauerligatur des Uterusstumpfes.) In: Centralblat für Gynäkologie. Band 10, Nr. 44, 30. Oktober 1886, S. 718–723 (Vortrag gehalten in der gynäkologischen Sektion der Naturforscherversammlung zu Berlin).
- Über Lappen-Trachelorraphie. Leipzig 1890.
- Asepsis in der Gynäkologie und Geburtshilfe. Leipzig 1893.
- Die klinischen Verhältnisse der Ovarial-Embryonen. Leipzig 1899.
- Enzyklopädie der Geburtshilfe und Gynäkologie. 2 Bände, Leipzig 1900.

## Auszeichnungen
- Ritter I. Klasse des Königlich Norwegischen Ordens des heiligen Olav
- königlich sächsischer Medizinalrat (1897)